# Georges Joubin
Pour les articles homonymes, voir Joubin.
Alfred Flavien Georges Joubin est un peintre et dessinateur français né à Digny (Eure-et-Loir) le 25 janvier 1888 et mort à Paris (14e) le 8 février 1983.

## Biographie

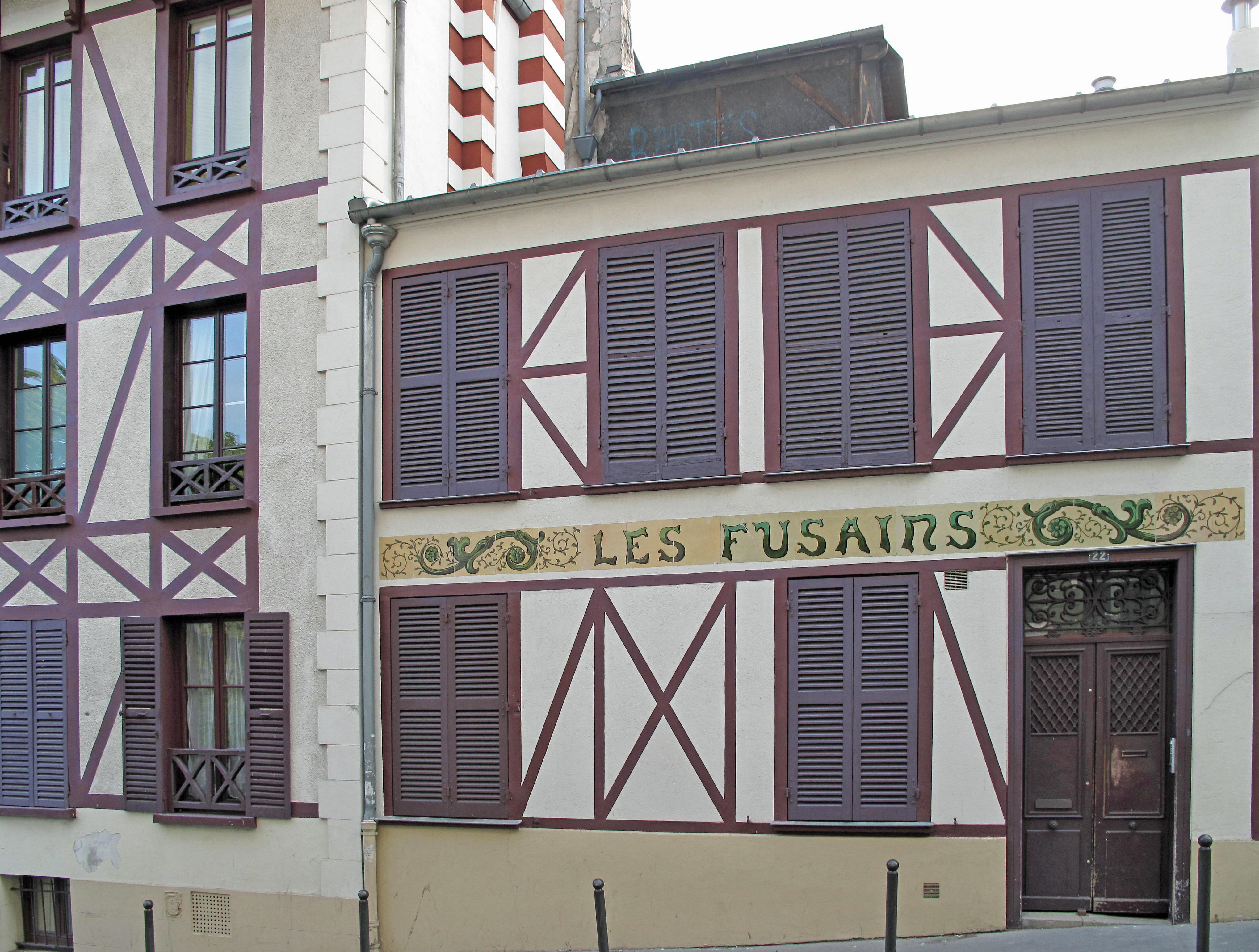
La cité d'artistes « Les Fusains » au 22, rue Tourlaque à Paris.

Très tôt orphelin d'un père lui-même artiste peintre, Georges Joubin est l'élève de Jean-Pierre Laurens à l'Académie Julian en 1906, puis de Gabriel Ferrier à l'École nationale supérieure des beaux-arts de Paris en 1908. 
Il s'installe en 1912 dans la cité d'artistes « Les Fusains », à Montmartre (quartier des Grandes-Carrières) où il participera, au sein d'un groupe de 19 signataires comptant notamment Maurice Asselin, Pierre Bonnard, Pere Créixams, André Dignimont et Jules Pascin, à la fondation de l'École de Montmartre, y étant l'initiateur du manifeste proclamant : « nous croyons pouvoir réaliser une œuvre non pas nourrie d'abstraction, mais plongeant aux racines même de la vie ». De fait, observe Gérald Schurr, « pas de fioritures dans l'ordonnance de ses tableaux construits par contrastes, par oppositions de couleurs puissantes. Cette force, ces volumes sculpturaux, ces formes monumentales, font penser à l'art de François Desnoyer dans un dépouillement qui balaie tout ce qui n'est pas structuré, tout ce qui n'exprime pas durement la permanence de la nature ».
Georges Joubin meurt en 1983 : « jusqu'à sa mort à 95 ans », restitue encore Gérald Schurr, « il refusera de prêter l'oreille aux théories et aux systèmes et suivra, impavide et sans détours, la route qu'il sait être la sienne. ». Il repose au cimetière parisien de Saint-Ouen. 
Une rue de Digny, sa ville natale, porte aujourd'hui le nom du peintre. À Saint-Rémy-lès-Chevreuse, la Fondation de Coubertin conserve son portrait en buste sculpté en 1978 par René Collamarini.

## Expositions

### Exposition personnelle
- Galerie Eve Adam, Paris, 1923.
- Hommage à Georges Joubin, Paris, musée de Montmartre, 1988[7].
- Georges Joubin, fondateur de l'École de Montmartre, galerie des Lyons, Paris, 9, rue de Beaune, 1991.

### Exposition collective
- Salon des indépendants, Paris, à partir de 1920. Georges Joubin figure toujours dans la liste des exposants en 1984[8].
- Salon de la Société nationale des beaux-arts (membre du comité), Paris, 1929.
- Participations non datées : Salon des Tuileries, Salon d'automne, Salon du Luxembourg[3].

## Ventes publiques
- Claude Robert, commissaire-priseur, ventes de l'atelier Georges Joubin, hôtel Drouot, Paris, 4 mars 1974[9] et 21 octobre 1974[10].
- Binoche et Godeau, commissaires-priseurs, vente de l'atelier Georges Joubin, hôtel Drouot, Paris, 3 juin 1988[11].

## Réception critique
- « C'est un peintre de Paris, de ligne la plus classique, dans la tradition française illustrée par Albert Marquet et André Dunoyer de Segonzac. Ses dessins et ses peintures font ressortir la réalité physique des êtres et des choses, vont directement à ce qui peut exprimer leur nature. Son œuvre, pleine de vie, est une force de persuasion exemplaire. En bon naturaliste, il transpose dans sa propre vision la simple réalité de tous les jours, réalité vivante et poétique. » - Claude Robert[10]
- « Le style de Joubin : de longues plages de couleur unie, des volumes cernés d'un trait sombre, des fleurs, des natures mortes, des paysages, des portraits et des nus indiqués d'une main sûre, et surtout des vues de Paris — de Montmartre en particulier — solidement architecturées, où grouillent des silhouettes indiquées dans une sténographie à la Marquet. » - Gérald Schurr[7]
- « S'il a peint des natures mortes, des fleurs, des portraits et des nus, c'est dans ses paysages de villes, de Paris, de son quartier avec ses camelots et ses animations, qu'il est le plus fidèle à sa personnalité. Réaliste vigoureux, dans la lignée de Marquet, il est resté attaché au style des années trente où les formes sont nettement cernées et les couleurs posées en aplats. » - Dictionnaire Bénézit[3]

## Récompense
- Prix Puvis-de-Chavannes, 1960[12].

## Collections publiques
- Digny, église Saint-Germain : Sainte Thérèse de Lisieux, huile sur toile[2].
- Paris, anciennement au musée du Luxembourg.